# Bismarckturm (Altenburg)
Der Bismarckturm in Altenburg ist ein 1914–1915 gebauter Aussichtsturm im Süden der ostthüringischen Skat- und Residenzstadt an der Zwickauer Straße. Die in ganz Deutschland errichteten Bismarcktürme erinnerten an den Reichskanzler Otto von Bismarck, der als Initiator der Reichsgründung von 1871 verehrt wurde. Im Jahr 1948 wurde das Bauwerk in Turm der Jugend umbenannt. Nach dem Mauerfall erhielt das Bauwerk offiziell den Namen Bismarckturm zurück.

## Geschichte
Den finanziellen Grundstock für ein geplantes Bismarckdenkmal bildete 1897 eine Spende des Altenburger Zigarrenfabrikanten Edmund Schmidt (1845–1924) in Höhe von 20.000 Mark. Im Jahr 1908 wurde der Herzog-Ernst-Wald angelegt, der heutige Stadtwald. Der Architekt und hochrangige sachsen-altenburgische Baubeamte Alfred Wanckel (1855–1925) entwarf daraufhin einen Aussichtsturm mit Säulenhalle, der den Türmen der Altenburger Stadtbefestigung nachempfunden ist. Der Stifter Edmund Schmidt nahm den Entwurf an, dessen Bauausführung auf 40.000 Mark veranschlagt wurde. Die Restsumme wurde durch Spenden bis 1915 aufgebracht. Die Grundsteinlegung fand am 10. April 1914 statt, die Einweihung am 2. September 1915. Der Bismarckturm mit seiner Aussichtsplattform war bis 1930 täglich geöffnet.
Mit Beginn der sowjetischen Militäradministration wurde der Turm am 10. November 1948 in Turm der Jugend umbenannt. Vor dem Turm wurde 1960 eine Freilichtbühne gebaut. Die FDJ verwaltete den Turm der Jugend von 1974 bis 1989, das Gelände wurde regelmäßig als Ferienlager für die Jungen Pioniere genutzt. Das Kinder- und Jugendcenter Altenburger Land nutzte das Areal bis 2008 als Erholungs- und Freizeitzentrum.
Die erste Sanierung des Turmes erfolgte 1953/1954, seit 2009 ist er geschlossen. 2012 gründete sich der Förderverein Bismarckturm Altenburg e. V., der den Turm sanieren und touristisch erschließen will.

## Beschreibung
Der aus Stampfbeton errichtete denkmalgeschützte Turm, der sich in dem oberhalb der Stadt gelegenen Stadtwald befindet, hat eine Höhe von 33 Metern. Er steht auf einer Terrassenanlage mit Säulenportal. In diesem war ursprünglich ein Relief des Kanzlers mit Eichenlaub und den Jahreszahlen 1815 und 1915 zu sehen. Zu der Aussichtsplattform ohne Befeuerungsmöglichkeit, die 1916 ein fest installiertes Fernrohr der Firma Carl Zeiss erhielt, führt eine Holztreppe mit 108 Stufen. Auf der Nordseite des Turmes ist das Familienwappen Bismarcks angebracht.